# Лаврово (Орловский район)
Лаврово — село в Орловской области России. 
Административный центр Лавровского сельсовета Орловского района. В рамках организации местного самоуправления входит в Орловский муниципальный округ. 

## География
Расположено в 15 км к югу от центра города Орла.

## Население
| 2002 | 2010  |
| ---- | ----- |
| 1559 | ↗1636 |

Согласно результатам переписи 2002 года, в национальной структуре населения русские составляли 92 % от жителей.

## История
С 2004 до 2021 гг. в рамках организации местного самоуправления село являлось административным центром Лавровского сельского поселения, упразднённого вместе с преобразованием муниципального района со всеми другими поселениями путём их объединения в Орловский муниципальный округ.